# Росендејл Хамлет (Њујорк)
Росендејл Хамлет (енгл. Rosendale Hamlet) насељено је место без административног статуса у америчкој савезној држави Њујорк.

## Демографија
По попису из 2010. године број становника је 1.349, што је 25 (-1,8%) становника мање него 2000. године.
| Група             | 2000.         | 2010.         |
| Белци             | 1.257 (91,5%) | 1.162 (86,1%) |
| Афроамериканци    | 32 (2,3%)     | 39 (2,9%)     |
| Азијати           | 7 (0,5%)      | 14 (1,0%)     |
| Хиспаноамериканци | 55 (4,0%)     | 107 (7,9%)    |
| Укупно            | 1.374         | 1.349         |